# Onychogomphus ringens
Onychogomphus ringens är en trollsländeart som beskrevs av James George Needham 1930. Onychogomphus ringens ingår i släktet Onychogomphus och familjen flodtrollsländor. Inga underarter finns listade i Catalogue of Life.